# Навозник-землерой шипоносец
Навозник-землерой шипоносец (лат. Geotrupes puncticollis) — жук-навозник из подсемейства настоящих навозников.

## Распространение
На Дальнем Востоке населяет южную часть Приморского края, Сахалинскую область, южные Курильские острова (Кунашир), а также Китай, полуостров Кореи и Японию (Хоккайдо, Хонсю, Сикоку, Кюсю).
В Европейской части России распространён от юга лесной зоны до Кавказа, в Тамбовской области охраняется

## Описание
В длину жук достигает 15,2—27 мм. Тело имеет золотисто-ярко-зелёный или фиолетово-пурпурный окрас. Клипеус угловидно вытянут вперёд. Продольная бороздка переднеспинки хорошо заметна по всей длине переднеспинки. Базальная часть переднеспинки имеет широко прерывное окаймление с каждой стороны от щитка. На передних голенях самца снизу имеются несколько зубцов, незначительно отличающиеся друг от друга по величине. Брюшко посередине с продольным голым пространством, лишь на задних краях стернитов с поперечным рядом точек.